# Sočerga
Sočerga (italijansko San Quirico) je naselje v Slovenski Istri, ki upravno spada pod Mestno občino Koper. 
Vas, sestavljena iz dveh ločenih zaselkov, stoji na prevalu med Sočersko valo na severu in zgornjim tokom potoka Reke na jugu, ob cesti, ki vodi od Gračišča proti Buzetu, v skrajnem jugovzhodnem delu Šavrinskega gričevja. Vzhodno od vasi je do ukinitve mejne kontrole ob vstopu Hrvaške 1. januarja 2023 v skupno schengensko območje deloval mednarodni mejni prehod.

## Zgodovina
Vasica se v pisnih virih prvič pisno omenja leta 1028, ko jo je svetorimski cesar Konrad II. Nemški podelil oglejskim patriarhom, kasneje pa z imeni: sv. Siro, sv. Sirico, sv. Quirico oz. sv. Kvirik.

## Naravne in zgodovinske znamenitosti
Vzhodno od vasi, na travnati planoti vzpetine Gradec (410 mnm) so ohranjeni okopi prazgodovinskega, histrsko-keltskega kašteljerja, na pokopališču pa srednjeveška cerkev sv. Kvirika, zanigradskega tipa, pokrita s kamnitimi škrlami, s prizidanim zvonikom.  

### Istrsko ostenje
Kraški rob, tudi Istrsko ostenje, ki se vleče od doline Glinščice nad Črnim Kalom in Podpečjo naprej proti Gračišču ter Sočergi, se konča v hrvaškem delu Istre.
Pri Sočergi je narava izoblikovala izjemne stvaritve, kot so spodmoli (imenovani tudi Ušesa Istre ali Istrijanska uha), naravni most, skalne osamelce, pod Peraji pa do 8 metrov visok slap Veli Vir, ki se ob deževju izliva v tolmun. Med temi naravnimi stvaritvami je posebej zanimiv spodmol, pod katerim se nahaja 40 metrov dolga jama, imenovana po Svetem Kviriku.
- Naravni most pri Sočergi
- Spodmoli pri Sočergi
- Spodmoli pri Sočergi
- Slap Veli Vir